# Cohors I Claudia Sugambrorum Veterana
Die Cohors I Claudia Sugambrorum Veterana [equitata] (deutsch 1. Kohorte die Claudische der Sugambrer die Altgediente [teilberitten]) war eine römische Auxiliareinheit. Sie ist durch Militärdiplome, Inschriften und Ziegelstempel belegt. In den Militärdiplomen von 75 bis 120 und auf Ziegeln wird sie als Cohors I Sugambrorum Veterana bezeichnet.

## Namensbestandteile
- Claudia: die Claudische. Der Zusatz kommt in den Militärdiplomen von 134 bis 155 vor.

- Sugambrorum: der Sugambrer. Die Soldaten der Kohorte wurden bei Aufstellung der Einheit aus dem germanischen Stamm der Sugambrer auf dem Gebiet der römischen Provinz Germania rekrutiert.

- Veterana: die Altgediente. Laut John Spaul steht die Bezeichnung dafür, dass der Kommandeur der Einheit der ranghöchste Kommandeur unter den Infanterie-Auxiliareinheiten war, die in der Provinz stationiert waren.

- equitata: teilberitten. Die Einheit war ein gemischter Verband aus Infanterie und Kavallerie. Der Zusatz kommt in der Inschrift (AE 1927, 95) vor.

Da es keine Hinweise auf den Namenszusatz milliaria (1000 Mann) gibt, war die Einheit eine Cohors (quingenaria) equitata. Die Sollstärke der Kohorte lag bei 600 Mann (480 Mann Infanterie und 120 Reiter), bestehend aus 6 Centurien Infanterie mit jeweils 80 Mann sowie 4 Turmae Kavallerie mit jeweils 30 Reitern.

## Geschichte
Die Kohorte war in den Provinzen Moesia und Moesia Inferior stationiert. Sie ist auf Militärdiplomen für die Jahre 75 bis 157 n. Chr. aufgeführt.
Der erste Nachweis der Einheit in der Provinz Moesia beruht auf einem Diplom, das auf 75 datiert ist. In dem Diplom wird die Kohorte als Teil der Truppen (siehe Römische Streitkräfte in Moesia) aufgeführt, die in der Provinz stationiert waren. Weitere Diplome, die auf 92 bis 157 datiert sind, belegen die Einheit in Moesia Inferior.
Unter Hadrian wurde die Kohorte (bzw. eine Vexillation dieser Einheit) vorübergehend von Moesia inferior in die Provinz Asia verlegt.

## Standorte
Standorte der Kohorte in Asia waren möglicherweise:
- Eumeneia (Çivril): Die Inschrift (AE 1927, 95) wurde hier gefunden.

Standorte der Kohorte in Moesia waren:
- Municipium Montanensium: Ziegel mit dem Stempel COH I SUG VET (CIL 3, 12529) wurden hier gefunden.

## Angehörige der Kohorte
Folgende Angehörige der Kohorte sind bekannt.

### Kommandeure
| - [] [Vale]rianus, ein Präfekt (CIL 6, 1543) - M(arcus) Acilius Alexander: er wird auf dem Diplom von 134 als Kommandeur der Kohorte genannt. | - M(arcus) Iulius Pisonianus, ein Präfekt (AE 1927, 95) |

### Sonstige
- L(ucius) Sextilius Pudens, ein Fußsoldat: das Diplom von 134 wurde für ihn ausgestellt.[A 1]

## Weitere Kohorten mit der BezeichnungCohors I Claudia Sugambrorum
Es gab noch eine weitere Kohorte, die Cohors I Claudia Sugambrorum Tironum. Sie ist durch Militärdiplome von 69/79 bis 156/157 belegt und war in den Provinzen Moesia, Moesia Inferior und Syria stationiert.